# Station Byfleet and New Haw
Byfleet and New Haw is een spoorwegstation van National Rail in Runnymede in Engeland. Het station is eigendom van Network Rail en wordt beheerd door South Western Railway. 